# Egbert Boeker

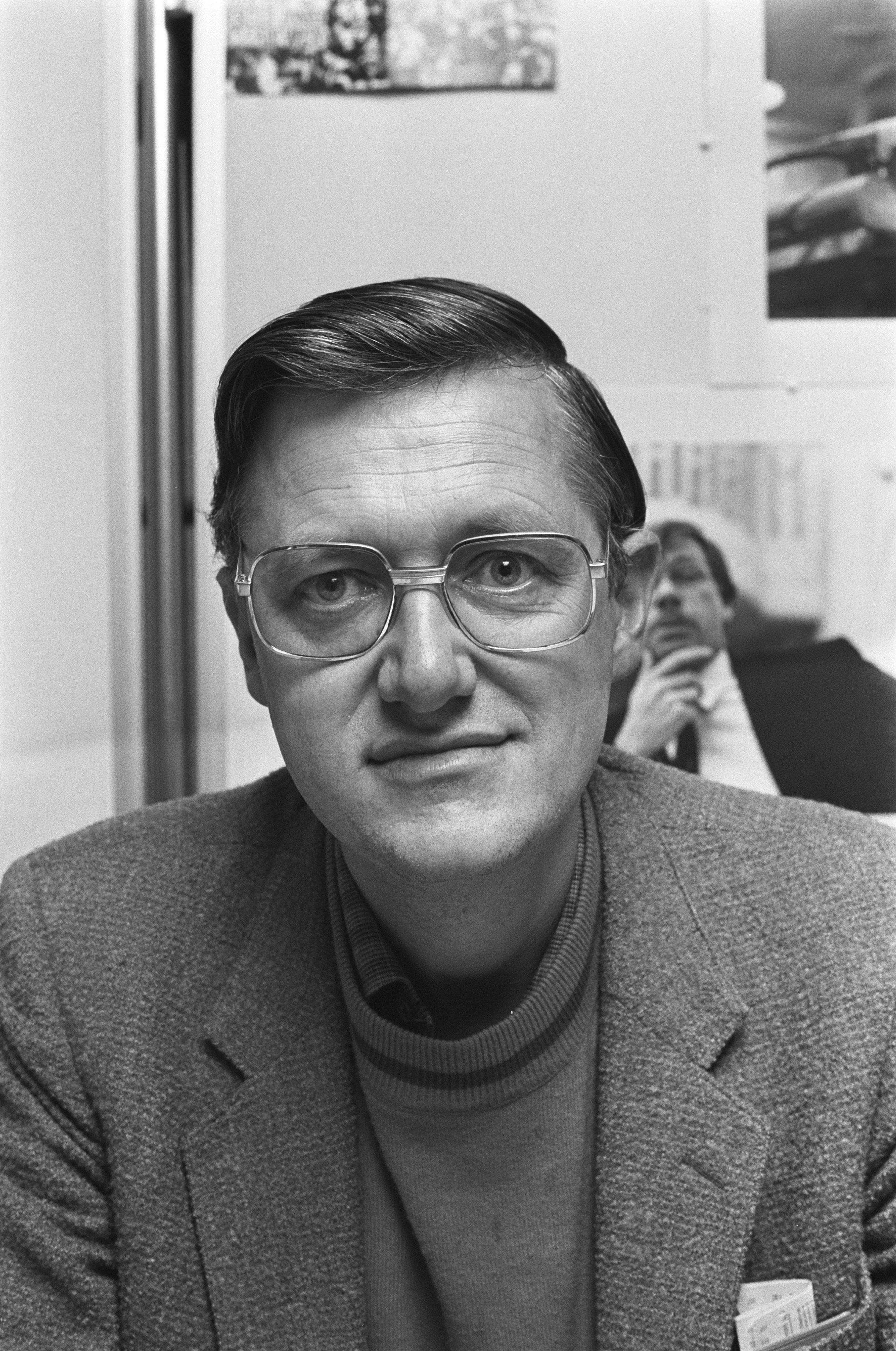
Egbert Boeker (1982)

Egbert Boeker (1937) is een Nederlands natuurkundige. Hij studeerde theoretische natuurkunde bij C.C. Jonker aan de Vrije Universiteit, en promoveerde aldaar in 1963 in de kernfysica. De titel van zijn proefschrift was Application of the particle-hole model to photonuclear reactions in carbon and oxygen. Boeker is thans emeritus hoogleraar theoretische natuurkunde. Aan het eind van zijn wetenschappelijke carrière heeft hij zich gespecialiseerd in het vakgebied van de milieufysica, de natuurkunde van het milieu.
Boeker was decaan van de faculteit Natuurkunde en Sterrenkunde en daarna rector magnificus (1993-1997) van de Vrije Universiteit Amsterdam.

## Maatschappelijke betrokkenheid
Boeker heeft veelvuldig aandacht gegeven aan de relatie tussen (bèta)wetenschap en maatschappij. In de jaren 1970-80 ging het met name over kernwapens en de wapenwedloop. Op 9 juni 1978 werd in Amsterdam op zijn initiatief (hij was toen vicevoorzitter van de PPR) en IKV-secretaris Mient Jan Faber het Overlegorgaan tegen de kernbewapening opgericht op basis van het eerste deel van het IKV-voorstel: Kernwapens de wereld uit, waarmee hij en Faber o.m. PvdA en CDA over de streep trokken. Het IKV-voorstel luidde namelijk: Help de kernwapens de wereld uit, om te beginnen uit Nederland en voor het tweede deel waren PvdA en CDA huiverig. Op 7 april 1979 organiseerde het Overlegorgaan een groot opgezette studieconferentie in de gebouwen van de Vrije Universiteit, waarmee de basis werd gelegd voor een brede samenwerking tussen politieke partijen en vredesorganisaties, waaruit later de grote demonstraties tegen de kruisraketten (1981 en 1983) zouden volgen. Onder zijn voorzitterschap werd op 20 januari 1981 in de VU-aula het eerste grote debat gehouden tussen leiders van een aantal politieke partijen en vertegenwoordigers van de vredesbeweging. Samen met C.F. Barnaby schreef Boeker in 1982 het boek Defensie zonder kernwapens; een dergelijke defensie zonder kernwapens zou een eind moeten maken aan de wapenwedloop. Sinds het laatste decennium van de twintigste eeuw is zijn onderwerp milieufysica. Als rector van de VU hield hij in 1993 de rede De aarde en haar volheid. Over milieu en maatschappij. Boeker is actief binnen de PvdA. Eerder was hij dat binnen de PPR.

## Publicaties
- Egbert Boeker en Rienk van Grondelle, Environmental Physics, 3rd ed., John Wiley and Sons, Chichester, 2011
- Egbert Boeker en Rienk van Grondelle, Environmental Science: Physical Principles and Applications, John Wiley and Sons, Chichester, 2001